# Harold Watkinson
Harold Arthur Watkinson, 1. wicehrabia Watkinson, CH (ur. 25 stycznia 1910 w Walton-on-Thames, zm. 19 grudnia 1995 w Bosham) – brytyjski przedsiębiorca i polityk, członek Partii Konserwatywnej, minister w rządach Anthony'ego Edena i Harolda Macmillana.

## Życiorys
Wykształcenie odebrał w Queen's College w Taunton oraz w King's College w Londynie. W latach 1929–1935 pracował w firmie rodzinnej, a w latach 1935–1939 jako dziennikarz zajmujący się tematyką techniki i inżynierii. Podczas II wojny światowej służył w randze komandora porucznika w Ochotniczej Rezerwie Royal Navy.
W 1950 został wybrany do Izby Gmin jako reprezentant okręgu Woking. W 1951 został parlamentarnym prywatnym sekretarzem ministra transportu i lotnictwa cywilnego. W latach 1952–1955 był parlamentarnym sekretarzem w ministerstwie pracy i służby narodowej. W 1955 został ministrem transportu i lotnictwa cywilnego. Od 1957 był członkiem gabinetu. W latach 1959–1962 był ministrem obrony. Z gabinetu został usunięty po „nocy długich noży” w 1962.
Zasiadał w Izbie Gmin do 1964. Później był m.in. przewodniczącym Cadbury Schweppes Ltd w latach 1969–1974 oraz prezesem Konfederacji Przemysłu Brytyjskiego od 1976 do 1977.
Od 1955 był członkiem Tajnej Rady. W 1962 został odznaczony Orderem Kawalerów Honorowych. W 1964 otrzymał tytuł parowski 1. wicehrabiego Watkinson i zasiadł w Izbie Lordów. Tytuł ten wygasł wraz z jego śmiercią w 1995.